# ناحوم بارنت
ناحوم بارنت (بالإنجليزية: Nahum Barnet)‏ هو مهندس معماري أسترالي، ولد في 16 أغسطس 1855 في ملبورن في أستراليا، وتوفي بنفس المكان في 1 سبتمبر 1931.

## معرض صور

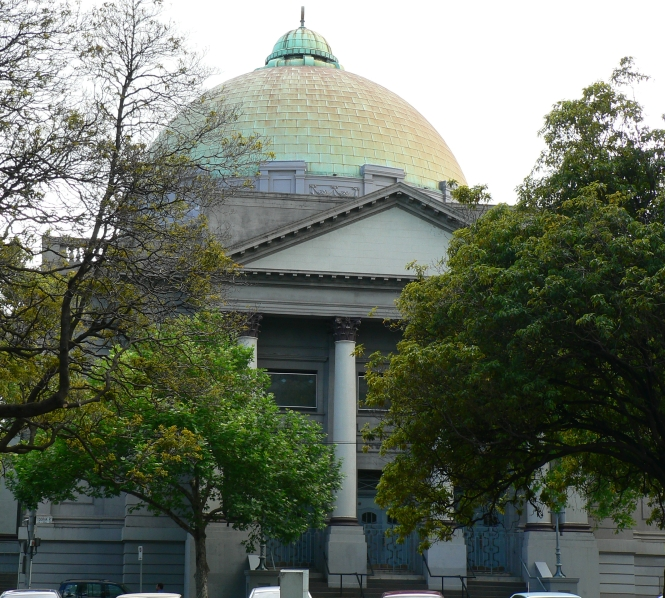
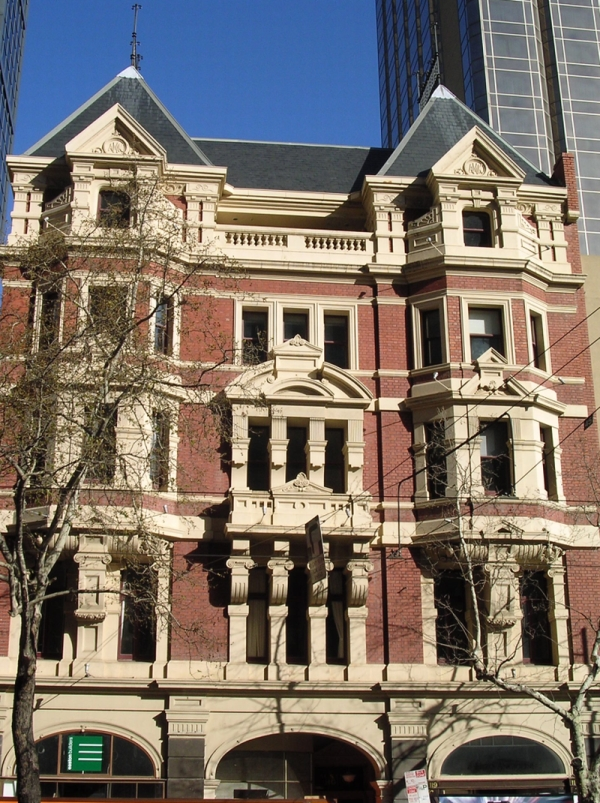
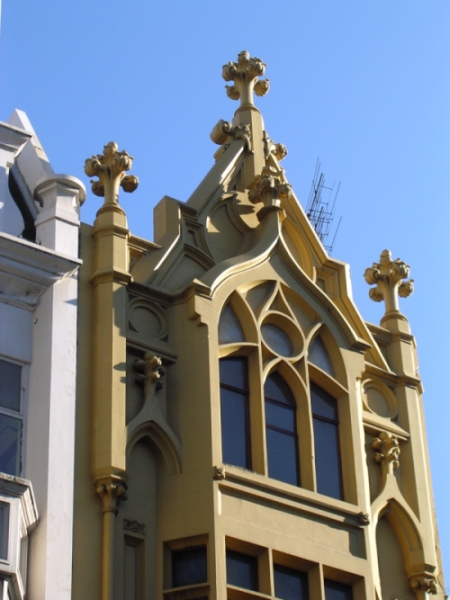
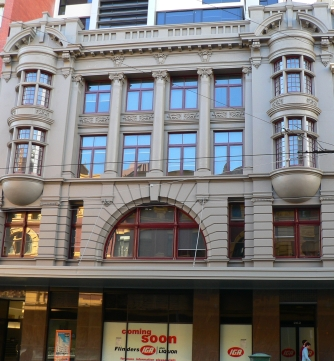
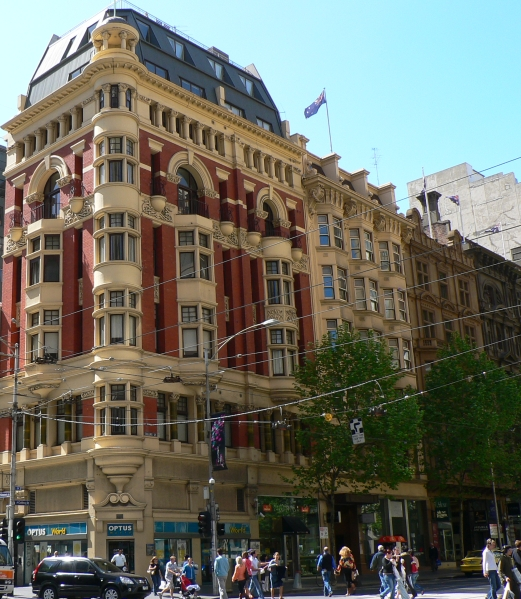